# Солянка (Краснокутский район)
Солянка (нем. Neu-Bauer) — обезлюдевшее село в Краснокутском районе Саратовской области, в составе Комсомольского муниципального образования.
Село находится в степи, в пределах Сыртовой равнины, являющейся частью Восточно-Европейской равнины, на левом берегу реки Жидкая Солянка, в 15 км к юго-востоку от Красного Кута.

## История
Основано как дочерняя немецкая колония Ней-Бауэр в 1859 году. Официально называлось Солянка. Основатели из колонии Бауэр. Село относилось к лютеранскому приходу Экгейм. В 1903 году построен лютеранский молельный дом.
При заселении колонии было отведено 2475 десятин земли (из расчёта на 73 семьи). Колония относилась к Ерусланскому колонистскому округу, с 1871 года — в составе Верхне-Ерусланской волости Новоузенского уезда Самарской губернии.
С 1918 года — в составе Ерусланского (Лангенфельдского) района, после перехода к кантонному делению в составе Краснокутского кантона Трудовой коммуны Немцев Поволжья (с 1923 года АССР немцев Поволжья). В 1935 году включено в состав Экгеймского кантона. В голод 1921 года родились 79 человек, умерли — 164. В 1926 году в селе имелись начальная школа, сельсовет, сельскохозяйственное кооперативное товарищество. В 1927 году официально переименовано в село Ней-Бауэр
28 августа 1941 года был издан Указ Президиума ВС СССР о переселении немцев, проживающих в районах Поволжья, население было депортировано. Село, как и другие населённые пункты Экгеймского кантона, было включено в состав Саратовской области. Впоследствии переименовано в Солянка.

## Население
Динамика численности населения
| 1859 | 1872 | 1883 | 1889 | 1897 | 1905 | 1910 | 1920 | 1922 | 1926 | 1931 | 1987 | 2002 |
| ---- | ---- | ---- | ---- | ---- | ---- | ---- | ---- | ---- | ---- | ---- | ---- | ---- |
| 241  | 587  | 1089 | 1172 | 159  | 1966 | 2035 | 1578 | 1053 | 1012 | 1324 | ≈130 | 0    |

В 1931 году немцы составляли 92,9 % населения села (1240 из 1324 жителей).
| 2010 |
| ---- |
| 0    |